# Адміністративний устрій Арбузинського району
Адміністративний устрій Арбузинського району — адміністративно-територіальний поділ Арбузинського району Миколаївської області на 2 селищні та 12 сільських рад, які об'єднують 29 населених пунктів та підпорядковані Арбузинській районній раді. Адміністративний центр — смт Арбузинка.

## Список радАрбузинського району
| №  | Назва                          | Центр             | Населені пункти                                                                     | Площа км² | Місце за площею | Населення (2001), чол. | Місце за населенням | Розташування |
| -- | ------------------------------ | ----------------- | ----------------------------------------------------------------------------------- | --------- | --------------- | ---------------------- | ------------------- | ------------ |
| 1  | Арбузинська селищна рада       | смт Арбузинка     | смт Арбузинка с. Вишневе с. Полянка                                                 |           |                 |                        |                     |              |
| 2  | Костянтинівська селищна рада   | смт Костянтинівка | смт Костянтинівка с. Бузьке                                                         |           |                 |                        |                     |              |
| 3  | Агрономійська сільська рада    | с. Агрономія      | с. Агрономія с. Новий Ставок                                                        |           |                 |                        |                     |              |
| 4  | Благодатненська сільська рада  | c. Благодатне     | c. Благодатне                                                                       |           |                 |                        |                     |              |
| 5  | Воєводська сільська рада       | c. Воєводське     | c. Воєводське                                                                       |           |                 |                        |                     |              |
| 6  | Іванівська сільська рада       | c. Іванівка       | c. Іванівка с. Панкратове                                                           |           |                 |                        |                     |              |
| 7  | Кавунівська сільська рада      | c-ще Кавуни       | c-ще Кавуни                                                                         |           |                 |                        |                     |              |
| 8  | Любоіванівська сільська рада   | c. Любоіванівка   | c. Любоіванівка                                                                     |           |                 |                        |                     |              |
| 9  | Новогригорівська сільська рада | c. Новогригорівка | c. Новогригорівка                                                                   |           |                 |                        |                     |              |
| 10 | Новокрасненська сільська рада  | c. Новокрасне     | c. Новокрасне                                                                       |           |                 |                        |                     |              |
| 11 | Новоселівська сільська рада    | c. Новоселівка    | c. Новоселівка с. Воля с. Колос Добра с-ще Костянтинівка с. Мар'янівка с. Шкуратове |           |                 |                        |                     |              |
| 12 | Рябоконівська сільська рада    | c. Рябоконеве     | c. Рябоконеве                                                                       |           |                 |                        |                     |              |
| 13 | Садівська сільська рада        | c. Садове         | c. Садове с. Виноградний Яр с. Зелена Поляна с. Новомихайлівка                      |           |                 |                        |                     |              |
| 14 | Семенівська сільська рада      | c. Семенівка      | c. Семенівка с. Булацелове с. Остапівка                                             |           |                 |                        |                     |              |

* Примітки: м. — місто, с-ще — селище, смт — селище міського типу, с. — село